# Варіант «Пайн-Блаф» (Цілком таємно)
Варіант «Пайн-Блаф» (The Pine-Bluff Variant) — 18-й епізод п'ятого сезону серіалу «Цілком таємно». Епізод належить до «монстрів тижня» і не відноситься до «міфології серіалу». Прем'єра в мережі «Фокс» відбулася 3 травня 1998 року.
Серія за шкалою Нільсена отримала рейтинг домогосподарств рівний 11.4, який означає, що в день виходу її подивилися 18.24 мільйона глядачів.

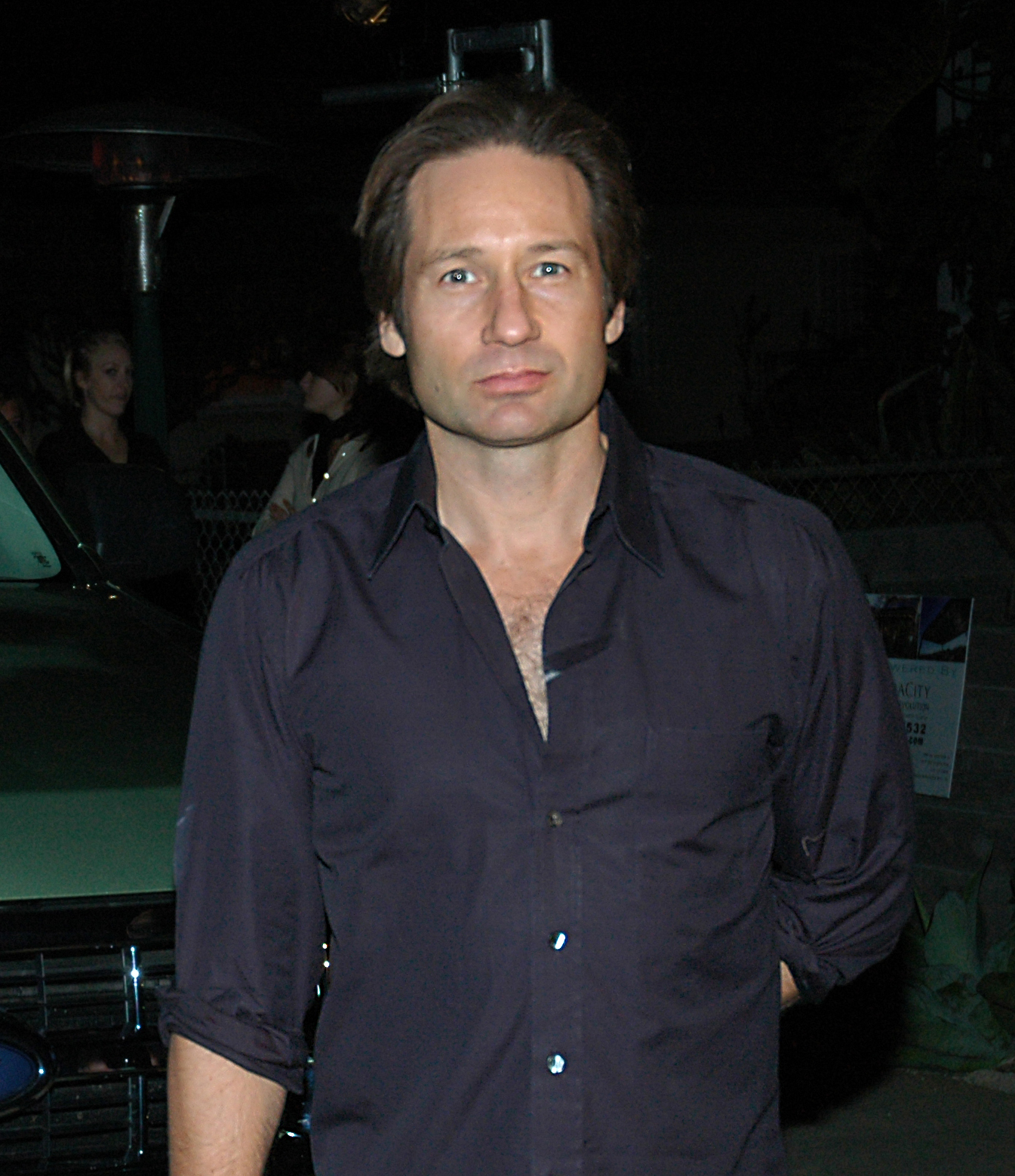

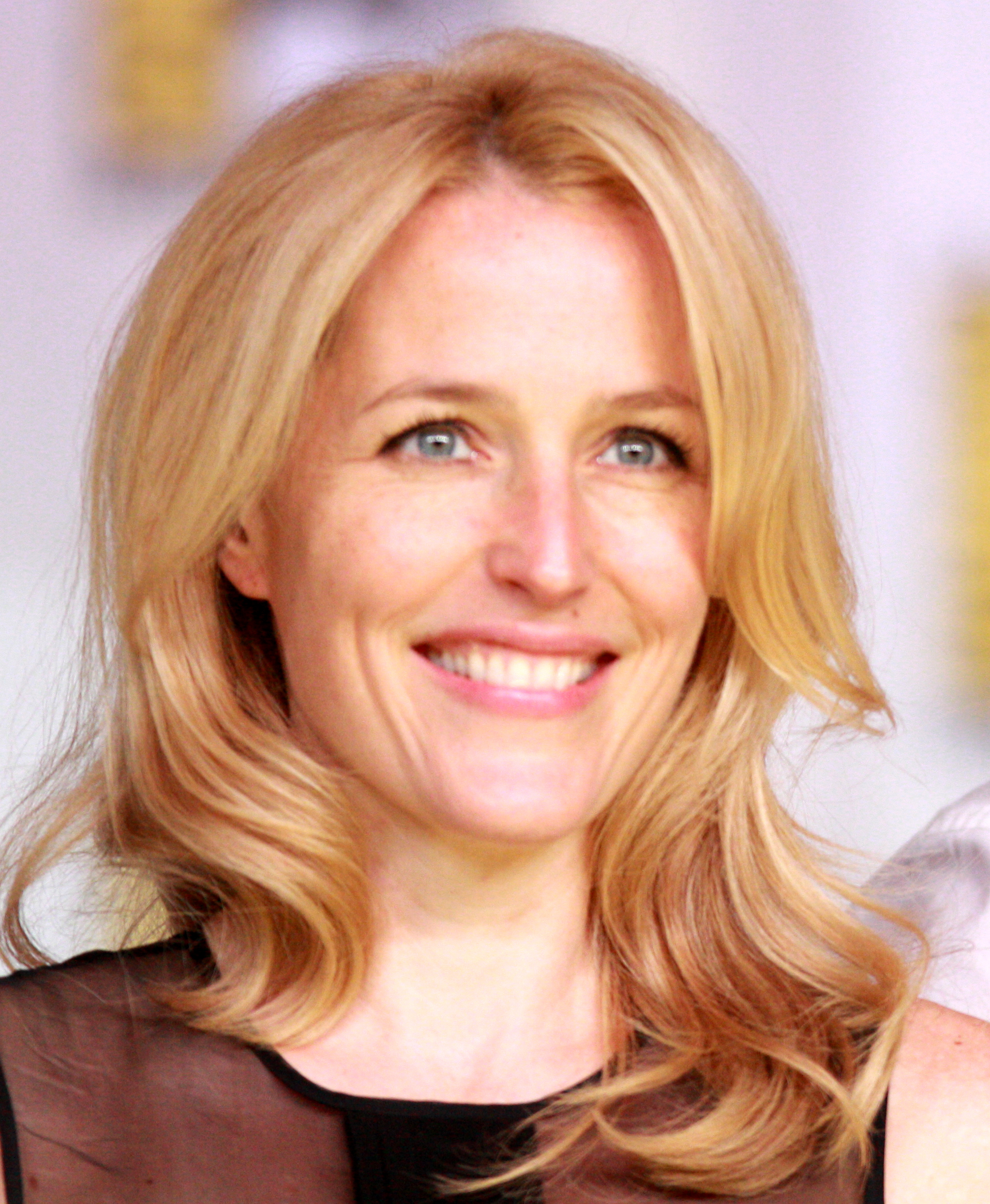

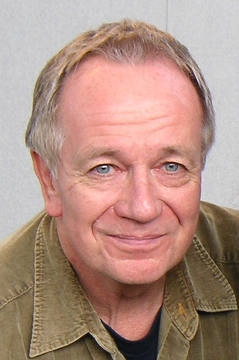

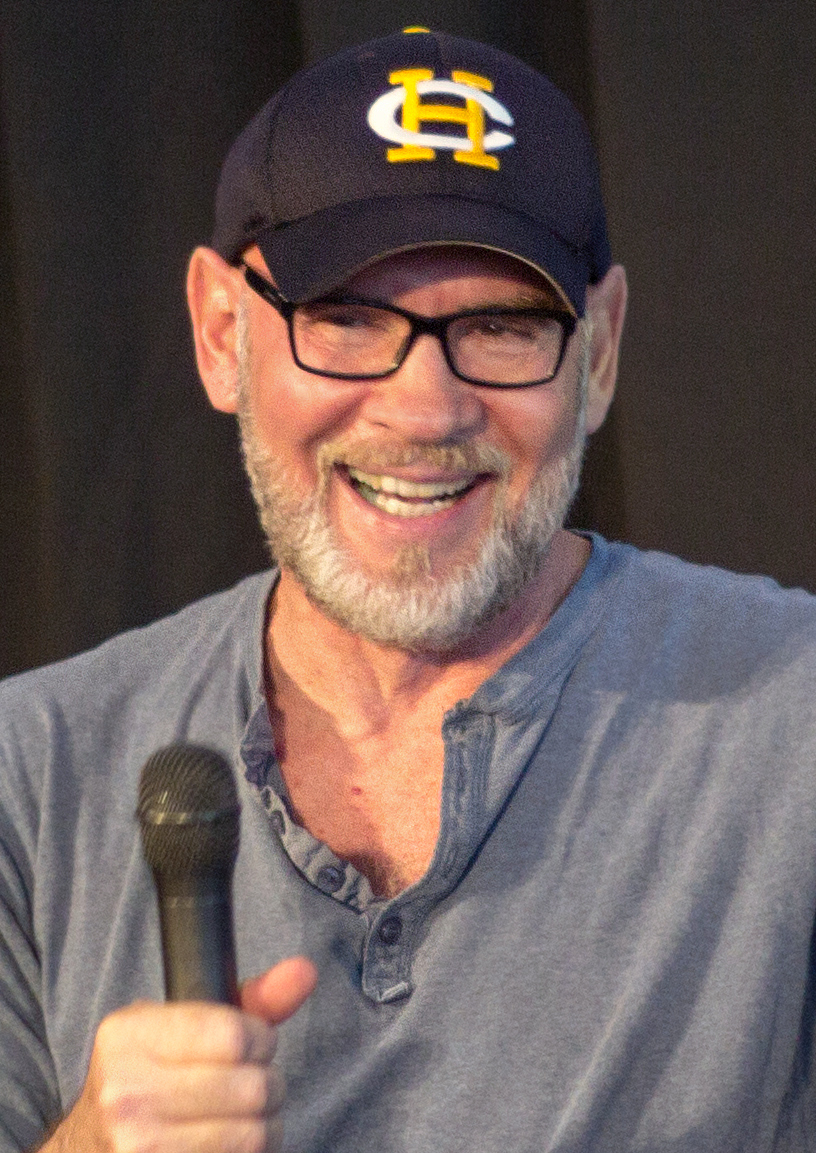

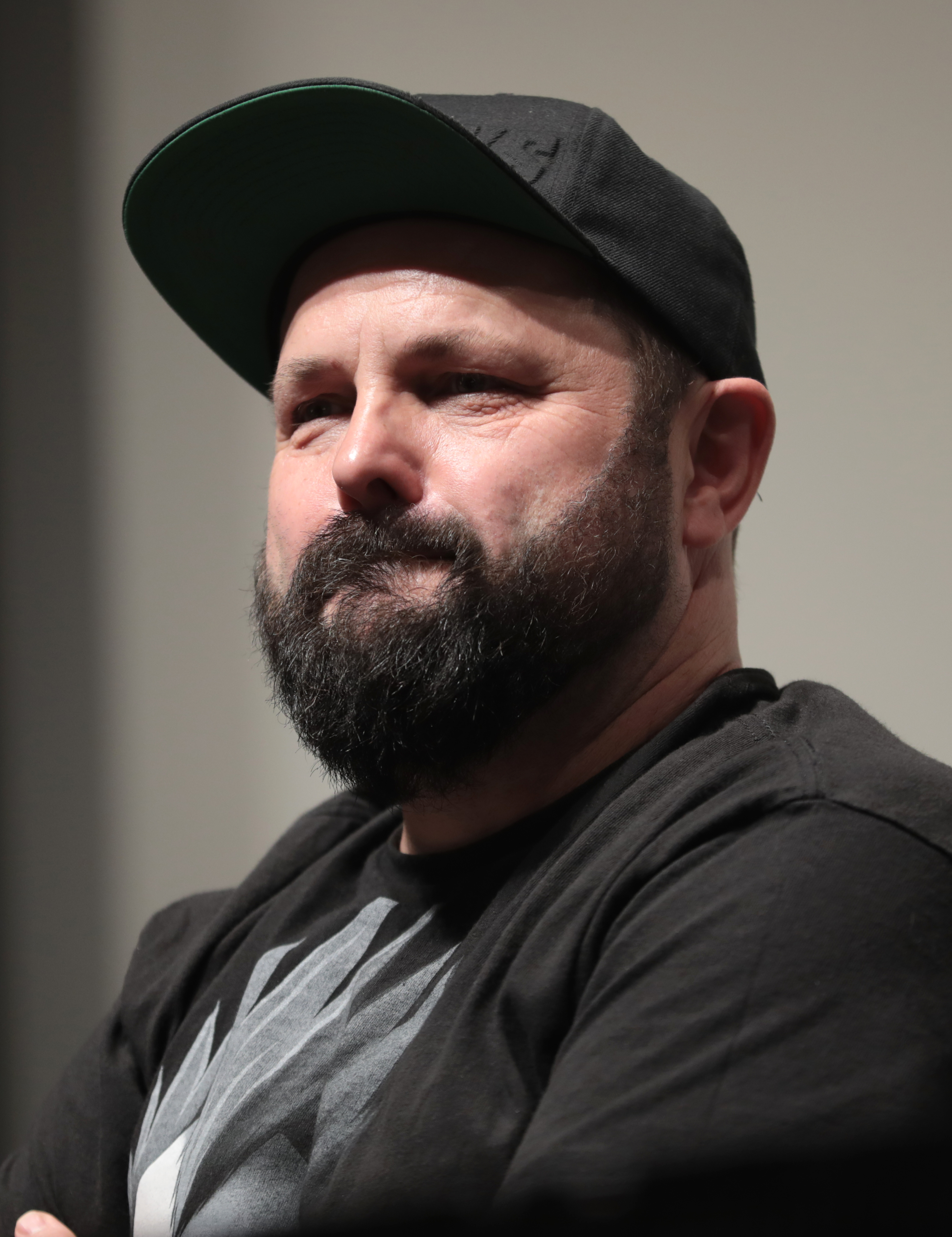

Малдер і Скаллі беруть участь в операції по захопленню державного злочинця, обвинуваченого в терористичній діяльності. Однак Малдер дає йому втекти, чим викликає підозру Скаллі. Виявляється, що Малдер працює в цій терористичній групі під прикриттям. Тим часом, члени групи випробовують біологічну зброю, що викликає розкладання м'язової тканини організму.

## Зміст
Істина поза межами досяжного
Малдер здійснює пробіжку в Фолгер-парку і спілкується через навушник. Дейна Скаллі, Волтер Скіннер та кілька інших агентів ФБР ховаються у парку Вашингтона, щоби зловити Джейкоба Гейлі, другого командира антиурядової мілітарної організації «Нові спартанці». Оскільки Малдер та інші агенти повільно тихцем оточують Гейлі, Джейкоб («Альфа»), помітивши Малдера, передає конверт іншій людині, перш ніж тікати. Малдер переслідує, але Гейлі ухиляється від переслідування. Агенти виявляють, що невідомий токсин поїдає плоть людини, якій передали конверт. Скаллі розчарована, що Гейлі утік і запитує Малдера, як це сталося, але він ухиляється від відповіді. На спільному засіданні ФБР і ЦРУ констатують провал операції та обговорюють появу високотоксичної зброї.
Пізніше, у складі контртерористичної групи під керівництвом Скіннера та федерального прокурора Леамуса, Скіннер пояснює, що Август Бремер, лідер «Нових спартанців», бере участь у внутрішній боротьбі за владу з Гейлі. На цій зустрічі Скаллі також розкриває, що вбита в парку людина потрапила під дію якогось біологічного агента. Пізніше Скаллі слідує за Малдером і бачить, як він зустрічається з Гейлі. Десь в кінотеатрі утікач розбризкує якийсь репелент із свого балончика.
Малдер приїздить до мотелю в штаті Делавер. Звідти він дзвонить до незнайомця із претензіями до уряду США. Тим часом підлітки в кінотеатрі у Міддфілді (штат Огайо) виявляють — глядачі у залі мертві і їх лиця розплавилися. Скаллі виявляє, що Малдер співпрацює з незнайомцями. Коли вона намагається переслідувати, її оточують урядові агенти та приводять до Скіннера та Леамуса, які повідомляють Дейні, що Малдер проник в групу як агент під прикриттям.
Малдера відвозять до утаємниченої криївки Нових спартанців, де Гейлі звинувачує його в урядовій змові. Малдера катують, поки він не стверджує, що керівника групи підставив хтось зі своїх. Досліджуючи місце смерті, Скаллі плутається з приводу того, як поширилася зараза, оскільки вона не переноситься повітрям. Пізніше Скаллі зустрічається з Малдером у своїй квартирі, де, потайки від них, їхню розмову про поточну місію записує Бремер.
Малдер повідомляє спецгрупу ФБР про те, що Нові спартанці планують пограбувати банк. Тим часом Скаллі виявляє, що біологічна зброя була розроблена урядом США і поширюється через дотик. Вона робить висновок, що Гейлі хоче проникнути в банк, але не вкрасти гроші, а скоріше забруднити купюри, тим самим поширивши заразу на мільйони людей по всій країні. Вона також робить висновок, що вся схема була пасткою, призначеною для вбивства Малдера. Після фальшивого пограбування Бремер звинувачує Малдера в зраді. Однак Гейлі протидіє тому, що Бремер — справжній керівник. Щоб поновити свою владу, Бремер відтворює запис розмови Малдера та Скаллі, який він зробив раніше. Зміцнивши свою владу, Бремер надає Гейлі можливість мирно покинути групу, давши йому ключі від машини. Гейлі погоджується з цими умовами і бере ключи. Бремер разом із охоронцем групи вивозить Малдера в безлюдну місцевість, де, як передбачається, його вб'ють. Однак Бремер натомість вбиває охоронця і відпускає Малдера, кажучи йому, що за хребтом його чекає машина.
Малдер приходить у банк і виявляє, що Скаллі вдалося поставити його на карантин і забрати заражені гроші. Вони також протистоять Леамусу, припускаючи, що вся ця справа була таємним державним випробуванням біозброї. Леамус відповідає, що частина його роботи — захистити громадськість від правди.
Гейлі їде по пустій дорозі. Машина починає крутитись, і, коли вона відхиляється від дороги, чути гудок клаксона. Автомобіль кружляє і зупиняється. Гейлі перекинувся на кермо. Значну частину його обличчя щось знищило. Смерть прийшла від брелка для ключів.

## Створення
Епізод був написаний Джоном Шибаном на основі ідеї про те, що Малдер перебуває під прикриттям протягом більшої частини п'ятого сезону. Ця історія сподобалась йому, і він пізніше сказав: «Мені завжди здавалося, що це підходить — поставити Малдера в ситуацію [де ми] не знаємо його вірності». Шибан стверджував, що концепція спрацьовує тому, що тема Малдера, який ставить під сумнів свої переконання, була головним мотивом п'ятого сезону. Шибан кілька разів клопотав у Френка Спотніца щодо ідеї, поки не з'явився «правильний час і правильний шлях».
За словами Шибана, бойовик 1995 року «Протистояння» став натхненником для фільму, як і роман 1963 року «Шпигун, що прийшов з холоду», написаний Джоном ле Карре. Оскільки холодна війна закінчилася за десятиліття до того, Шибан вирішив запровадити нового «злочинця» — у цій справі — побутовий тероризм. Співробітники літературного відділу також позбулися тогочасних побоювань щодо використання біологічної зброї Саддамом Хусейном і приступили до вироблення основної частини сценарію. Назва стосується Арсеналу Пайн-Блаф армії США, розташованого в окрузі Джефферсон (штат Арканзас), на північному заході від міста Пайн-Блафф, де зберігали хімічну зброю.
Деніел фон Барген та Майкл МакРей були представлені як Джейкоб Хейлі та Август Бремер. Фон Барген був обраний завдяки його досвіду в декількох фільмах, тоді як МакРей раніше був знятий у епізоді першого сезону «Диявол із Джерсі». Дочка першого помічника режисера Тома Брейдвуда Кейт Брейдвуд зіграла білетерку. Мати і дитину, які знаходяться в банку під час сцени затримки, грали дружина і дочка Тодда Піттсона.
Сцени в кінотеатрі знімалися у ванкуверському театрі Данбар. Місце розташування містило «архітектурні та дизайнерські характеристики кінотеатру містечка, розташованого в межах відповідного мікрорайону». Показ фільму «Міцний Горішок 3: Помирати з піснею» із сюжетом місії терористів та залученням американських банків широко відображений у сюжеті цього епізоду. Підроблені трупи створив гример Тобі Ліндала. Коли він приніс муляжі на відзняття, не було місця для їх зберігання, і тому він тимчасово тримав манекени у приміщенні технічної служби. Банк Канади надав депозитарій грошей на епізод пограбування банку Пенсильванії. Співробітники виробництва зібрали понад 15 000 доларових купюр різного номіналу вартістю близько 40 000 доларів — для використання під час сцени в банку. Виробництво спочатку призупинилося, бо працював лише один поліцейський. Через побоювання, що може статися справжнє збройне пограбування, була залучена підтримка, що дозволило продовжити зйомку.
Сцену в тизері мали відзняти у Фолгер-парку (Вашингтон). Її відзняли у Ванкувері, як і решту епізоду, а будівля Капітолія на задньому плані відредагована за допомогою технології CGI. Сцена з біотоксином, який розплавлює обличчя людини на початку серії, також була створена за допомогою комп'ютерної техніки.

## Сприйняття
Прем'єра в мережі Fox у США відбулася 3 травня 1998 року. Епізод дебютував у Великій Британії на BBC One 3 березня 1999 року. Він отримав рейтинг Нільсена 11,4 — це означає, що Його переглянули 18,24 мільйона глядачів.
Епізод отримав багато позитивних відгуків критиків. Енді Мейслер у своїй книзі 1999 року «Протистояти або служити: Офіційний посібник із „Секретних матеріалів“, том. 4» зазначив, що епізод був особливо добре сприйнятий шанувальниками в інтернеті, через його реалістичні роздуми. Зак Гендлен з The A.V. Club схвально відгукнувся про епізод та присвоїв йому оцінку «А». Він назвав це «відмінним епізодом», який «помітний своєю напруженістю» і тим, що «розповідає історію, яка, начебто, має мало спільного з „Цілком таємно“ та пошуками істини Малдером і Скаллі — аж до фіналу». Крім того, Гендлен назвав сценарій Шибана «безумовно найкращим» і зазначив, що розплавлені трупи в епізоді давали «вражаюче, глибоко моторошне візуальне враження».
Роберт Шірман та Ларс Пірсон у своїй книзі «Хочемо вірити: Критичний посібник з Цілком таємно, Мілленіуму та Самотніх стрільців» оцінили епізод чотирма зірками із п'яти. Оглядачі назвали цей епізод «розумнішим за більшість» останніх епізодів сезону, в яких Малдер або Скаллі зазнали психологічної перерви, завдяки чутливості «відвертого трилера». Джонатан Данн, пишучи для видання «Культура», виділив «Варіант Пайн-Блаф» до свого списку кінематографічної привабливості та включив його до «Це може бути внесено до фільмів».
Інші відгуки були більш неоднозначними. Паула Вітаріс з «Cinefantastique» надала епізоду помірно позитивний відгук і відзначила його 2.5 зірками з чотирьох. Вітаріс назвала епізод «захоплюючою годиною розваг». Однак вона визначила як червоний оселедець момент, у якому Скаллі підозрює Малдера — як найслабшу частину історії, зазначивши, що «Малдер ніколи не став би зв'язуватися з терористами»

| Актор             | Роль           |
| ----------------- | -------------- |
| Девід Духовни     | Фокс Малдер    |
| Джилліан Андерсон | Дейна Скаллі   |
| Мітч Піледжі      | Волтер Скіннер |
| Деніел фон Барген | Джейкоб Гейлі  |
| Сем Андерсон      | Леамус         |
| Кетт Тертон       | Брит           |
| Браян Драммонд    | Теллер         |